# Bauernstein Oberfarnstädt
Der Bauernstein Oberfarnstädt ist ein denkmalgeschützter Bauernstein in der Ortschaft Oberfarnstädt der Gemeinde Farnstädt in Sachsen-Anhalt. Im örtlichen Denkmalverzeichnis ist der Stein unter der Erfassungsnummer 428300317 als besonderer Stein verzeichnet.
Der Bauernstein von Oberfarnstädt befindet sich an der Tränkestraße auf einer Grünfläche beim Dorfbrunnen. Eine Infotafel zum Bauernstein wurde am Dorfbrunnen angebracht. Der Bauernstein befindet sich nicht an seinem ursprünglichen Platz, sondern wurde nach seiner Wiederentdeckung an seinen heutigen Platz gebracht. Der Bauernstein von Oberfarnstädt war für lange Jahre verschwunden, bis man ihn beim Bau der Wasserleitung im Jahr 1979 wiederentdeckte, man beließ ihn damals unter der Erde. 1999 erinnerte man sich an den Fundort des Bauernsteins und grub ihn aus.
Zum einen handelt es sich bei dem Bauernstein von Oberfarnstädt um ein Bodendenkmal und zum anderen auch um ein Kulturdenkmal.